# Tuyến đường sắt Hải Phòng – Vân Nam
Tuyến đường sắt Hải Phòng – Vân Nam (tiếng Trung: 滇越铁路) là tuyến đường sắt nối Hải Phòng với thành phố Côn Minh, thuộc tỉnh Vân Nam, Trung Quốc. Tuyến đường sắt khổ hẹp (1.000 mm) này được xây vào thời kỳ Pháp thuộc và hoàn thành năm 1910.

## Lịch sử
Công việc khởi đầu năm 1901 và kéo dài đến năm 1910, băng qua những vùng núi cao vực sâu hết sức hiểm trở.
Ít nhất có 12.000 trên tổng số 60.000 công nhân bản địa và khoảng 80 người châu Âu đã chết trong thời gian xây dựng tuyến đường sắt, trong đó nhiều người chết vì bệnh sốt rét. Để vượt chênh lệch độ cao 1.900m giữa Hải Phòng và Côn Minh, đoàn thi công phải bắc 173 cây cầu và đào 158 đoạn đường hầm xuyên núi.

## Lộ trình và hoạt động
Tuyến đường sắt này dài 855 km, trong đó 390 km nằm trên lãnh thổ Việt Nam (từ Hải Phòng lên đến Lào Cai), và 465 km trên lãnh thổ Trung Quốc (từ Hà Khẩu lên đến Côn Minh). Thời gian xây dựng tuyến đường sắt này được xây dựng trong vòng 10 năm, từ 1901 đến 1910,
Xe lửa chạy tuyến đường này hoạt động đến năm 2000 thì phía Trung Quốc đình chỉ nên sau đó xe từ Hải Phòng lên phải dừng ở Lào Cai. Đoạn đường bên Trung Quốc bỏ hoang.
Vì là đường ray khổ hẹp, chính phủ Trung Quốc đã có kế hoạch đến năm 2015 sẽ xây dựng lại chặng đường sắt từ Côn Minh đến biên giới Việt Nam theo khổ tiêu chuẩn quốc tế (1,435m), tạo cơ sở cho việc lập một tuyến đường sắt liên Á theo kế hoạch sẽ nối từ Côn Minh đến Singapore
Hiện nay (7/2017) đường sắt Việt Nam với đường sắt Trung Quốc đang kết hợp, đưa các đoàn khảo sát lên tuyến đường này đánh giá hiện trạng để sửa chữa sớm khai thác lại các đoàn tàu liên vận quốc tế trên tuyến (1000mm).